# Забелин, Максим Юрьевич
Максим Юрьевич Забелин (4 февраля 1977) — российский и казахстанский футболист, защитник.

## Биография
Начал играть в футбол в школах Нурека и Душанбе, в начале 90-х годов уехал в Россию и стал учиться в УОР города Волгограда. В 1996 дебютировал на профессиональном уровне в команде первой лиги «Торпедо» Волжский. В 1997—1999 годах играл за «Энергетик» Урень, в 2000 — за «Балаково». В 2001—2012 годах выступал за клубы Казахстана «Женис» Астана (2001—2004), «Жетысу» (2005, 2007—2009), «Восток» Усть-Каменогорск (2006, 2010, 2012), «Окжетпес» Кокчетав (2011—2012). Вернувшись в Россию, играл на любительском уровне в составе клуба «Шахтёр» Пешелань (2013—2015), провёл 10 матчей в ЛФЛ, забил два гола за команду в Кубке России. Потом выступал за команду РПМ («Локомотив-РПМ») по футболу 8x8.